# Кекоранское (сельское поселение)
Кекоранское — упразднённое муниципальное образование со статусом сельского поселения в Якшур-Бодьинском районе Удмуртии Российской Федерации.
Административный центр — село Кекоран.
Законом Удмуртской Республики от 11.05.2021 № 43-РЗ к 25 мая 2021 года упразднено в связи с преобразованием муниципального района в муниципальный округ.

## История
Статус и границы сельского поселения установлены Законом Удмуртской Республики от 14 июля 2005 года № 44-РЗ «Об установлении границ муниципальных образований и наделении соответствующим статусом муниципальных образований на территории Якшур-Бодьинского района Удмуртской Республики».

## Население
| 2010  | 2012  | 2013  | 2014  | 2015  | 2016  | 2017  |
| ----- | ----- | ----- | ----- | ----- | ----- | ----- |
| 1193  | ↗1210 | ↗1211 | ↗1237 | ↘1214 | ↘1208 | ↘1199 |
| 2018  | 2019  | 2020  |       |       |       |       |
| ↘1190 | ↘1160 | ↘1148 |       |       |       |       |

## Состав сельского поселения
| № | Населённый пункт | Тип населённого пункта       | Население |
| - | ---------------- | ---------------------------- | --------- |
| 1 | Богородское      | деревня                      | ↘50       |
| 2 | Кекоран          | деревня                      | ↘18       |
| 3 | Кекоран          | село, административный центр | ↗258      |
| 4 | Кургальск        | деревня                      | ↗1        |
| 5 | Лысово           | деревня                      | ↗17       |
| 6 | Пислеглуд        | деревня                      | ↗56       |
| 7 | Порва            | деревня                      | ↗436      |
| 8 | Сюровай          | деревня                      | ↗374      |